# Bea González
Pour les articles homonymes, voir González.
Beatriz González Fernández, plus connue sous le nom de Bea González, née le 23 novembre 2001 à Málaga (Espagne) est une joueuse de padel professionnel espagnole.
Elle occupe début 2025 la 6e position du classement FIP et joue à gauche aux côtés de Claudia Fernández. 

## Biographie
Bea démarre le padel dès ses 4 ans, en jouant avec son père, et commence à prendre des cours à 8 ans. Surdouée prématurée, elle remporte très jeune des titres : championne d’Espagne des moins de 18 ans en 2017 et championne du monde par équipe 2017 dans sa catégorie.
Elle intègre le circuit World Padel Tour en 2016, à seulement 14 ans, et devient alors la plus jeune joueuse de l’histoire à participer au circuit professionnel. Ce n’est qu’en 2018 qu’elle commence à progresser dans le classement, notamment grâce à son partenariat avec la joueuse expérimentée Catarina Tenorio, ce qui marque le début de son ascension et de sa régularité sur le circuit.
En 2020, elle devient la plus jeune joueuse à remporter un tournoi en étant couronnée à l’Open de Madrid à seulement 18 ans.
Bea González a remporté ses victoires avec différentes partenaires, notamment Paula Josemaría et Marta Ortega lors de ses cinq premiers tournois remportés.
Cependant, son duo avec l’Argentine Delfina Brea (avec qui elle avait déjà joué en 2019) s’avère être la vraie combinaison gagnante. Ensemble, les "Superpibas" atteignent régulièrement les tableaux finaux des tournois, ce qui leur permet de grimper rapidement dans le top 10 et de devenir l’une des paires favorites du circuit. Elles glanent de plus en plus de trophées, et terminent les saisons 2023 et 2024 en tant que troisième meilleure paire.
Elle évolue depuis la saison 2025 avec Claudia Fernández.

## Titres

### Championnat du monde de padel
| N.º | Année | Ville hôte | Adversaires en finale | Résultat |
| --- | ----- | ---------- | --------------------- | -------- |
| 1.  | 2022  | Dubaï      | Argentine             | 2-0      |
| 2.  | 2024  | Doha       | Argentine             | 2-0      |

### Premier Padel
| N.º | Année | Tournoi        | Catégorie | Partenaire        | Adversaires en finale           | Résultat        |
| --- | ----- | -------------- | --------- | ----------------- | ------------------------------- | --------------- |
| 1.  | 2023  | Madrid         | P1        | Delfina Brea      | Ariana Sánchez Paula Josemaría  | 6-2 / 6-4       |
| 2.  | 2023  | Milan          | P1        | Delfina Brea      | Alejandra Salazar Sofia Araújo  | 6-0 / 7-6       |
| 3.  | 2024  | Puerto Cabello | P2        | Delfina Brea      | Alejandra Salazar Tamara Icardo | 6-4 / 6-3       |
| 4.  | 2024  | Bruxelles      | P2        | Delfina Brea      | Gemma Triay Claudia Fernández   | 6-4 / 6-4       |
| 5.  | 2024  | Séville        | P2        | Delfina Brea      | Ariana Sánchez Paula Josemaría  | 6-1 / 6-1       |
| 6.  | 2024  | Asunción       | P2        | Delfina Brea      | Claudia Fernández Gemma Triay   | 6-3 / 7-5       |
| 7.  | 2024  | Dubaï          | P1        | Delfina Brea      | Andrea Ustero Alejandra Alonso  | 6-2 / 6-3       |
| 8.  | 2025  | Asunción       | P2        | Claudia Fernández | Delfina Brea Gemma Triay        | 7-6 / 3-6 / 6-2 |
| 9.  | 2025  | Malaga         | P1        | Claudia Fernández | Marta Ortega Tamara Icardo      | 6-2 / 6-1       |

### World Padel Tour
| N.º | Année | Tournoi         | Catégorie    | Partenaire   | Adversaires en finale                     | Résultat        |
| --- | ----- | --------------- | ------------ | ------------ | ----------------------------------------- | --------------- |
| 1.  | 2019  | Paris           | Challenger   | Delfina Brea | Carolina Navarro Cecilia Reiter           | 0-6 / 6-3 / 6-2 |
| 2.  | 2019  | San Javier      | Challenger   | Delfina Brea | Carolina Navarro Cecilia Reiter           | 6-2 / 6-4       |
| 3.  | 2020  | Vuelve a Madrid | Open         | Marta Ortega | Patricia Llaguno Elisabeth Amatriaín      | 5-7 / 6-1 / 6-1 |
| 4.  | 2022  | Getafe          | Challenger   | Marta Ortega | Claudia Jensen Carla Mesa                 | 6-4 / 6-1       |
| 5.  | 2022  | Albacete        | Challenger   | Marta Ortega | Mapi Sánchez Alayeto Majo Sánchez Alayeto | 3-6 / 6-3 / 6-1 |
| 6.  | 2022  | Copenhague      | Open         | Marta Ortega | Mapi Sánchez Alayeto Sofia Araújo         | 6-2 / 6-1       |
| 7.  | 2022  | Amsterdam       | Open         | Marta Ortega | Ariana Sánchez Paula Josemaría            | 6-4 / 2-6 / 6-1 |
| 8.  | 2023  | Copenhague      | Open 1000    | Delfina Brea | Alejandra Salazar Gemma Triay             | 6-2 / 3-6 / 6-4 |
| 9.  | 2023  | Valladolid      | Master       | Delfina Brea | Marta Ortega Gemma Triay                  | 6-2 / 5-7 / 6-2 |
| 10. | 2023  | Tampere         | Open 1000    | Delfina Brea | Alejandra Salazar Sofia Araújo            | 6-4 / 6-1       |
| 11. | 2023  | Malmö           | Open 1000    | Delfina Brea | Alejandra Salazar Sofia Araújo            | 6-4 / 6-3       |
| 12. | 2023  | Mexico          | Open 1000    | Delfina Brea | Tamara Icardo María Virginia Riera        | 6-4 / 6-2       |
| 13. | 2023  | Barcelone       | Master Final | Delfina Brea | Jessica Castelló Aranzazu Osoro           | 6-4 / 6-1       |